# По свету
По свету — журнал для всех, кто учит русский язык. Издается в Германии с 1948 года 4 раза в год и распространяется исключительно по подписке.

## Цели
Цель журнала — поддержание интереса к России и русскому языку в Германии. Он является дополнительным учебным пособием в школах с преподаванием русского языка. Целевую группу журнала составляют школьники, студенты, преподаватели и все изучающие русский язык.

## Содержание
В журнале освещаются в основном языковедческие и страноведческие темы: праздники, любопытные факты, экологические проблемы, традиции и обычаи, современное развитие России. Большое внимание уделяется интерактивным и игровым заданиям. Журнал содержит языковой материал пяти ступеней трудности — от А1-А2 (для начинающих) до С2 (в приложении «МостТы»).

## История
«По свету» издается с 1948 года. Появление журнала было связано с введением в советской части Германии, а затем в ГДР, русского языка как первого иностранного. На тот момент в стране не было учителей русского языка с высшим образованием, не было разработанных методик преподавания иностранных языков в средней школе, не было опробованных учебных программ и учебных материалов. На помощь преподавателям и школьникам пришла лицензированная советской военной администрацией русскоязычная ежемесячная газета, содержавшая актуальную страноведческую информацию о Советском Союзе и народах, его населяющих, тексты для чтения об их культурном прошлом и настоящем, традициях и обычаях, а также юмористические рассказы, стихи, песни, загадки. В 1978 году при редакции был создан Ученический Редакционный Совет (УРС). Первыми членами УРС стали победители республиканских и международных олимпиад школьников по русскому языку из разных городов бывшей ГДР. УРС создавался в помощь редакции, так как школьники хорошо знали интересующие учащихся темы, а также их проблемы в изучении русского языка. Более 160 человек прошло через редакцию журнала.
Внешний вид «По свету» со временем тоже менялся. Сначала это была 4-страничная черно-белая газета. В 1965 году размер издания уменьшился до современного (165х230мм). А в начале 90-х годов журнал стал цветным.

## Приложениe «МостТы»
С 1999 года выходит бесплатное приложение к «По свету» — российско-германский молодёжный журнал «МостТы»(Ты — мост). Его редколлегия состоит из русскоязычных членов Ученического Редакционного Совета. Целевой группой является прежде всего русскоязычная молодёжь Германии. Журнал знакомит читателей с современной молодёжной культурой, с их повседневной жизнью. Он является платформой для диалога между русским и немецким населением, между старой и новой Родиной, между поколениями и между самой молодёжью. С 2011 года в помощь тем, кто только начинает учить русский язык, к текстам прилагаются короткие резюме на немецком языке.

## Главные редакторы
1978—2010: Елена Кёниг

С 2011: Елена Гурская

## Издательства
1948—1990: Volk und Wissen Verlag (Издательство «Народ и знание»)

1991—2004: Pädagogischer Zeitschriftenverlag GmbH & Co. (Издательство «Педагогический журнал»)

2005—2006: Oldenbourg Verlag (Издательство «Ольденбург»)

С 2007: Wostok Verlag (Издательство «Восток»)